# Носовая мышца
Носовая мышца (лат. Musculus nasalis) — парная мышца, начинается от верхней челюсти над альвеолами клыка и латерального резца, поднимается вверх и делится на две части — наружную и внутреннюю.
Наружная, или поперечная часть (лат. pars transversa) огибает крыло носа, несколько расширяется и у средней линии переходит в сухожилие, которое соединяется здесь с сухожилием одноимённой мышцы противоположной стороны.
Внутренняя, или крыльная часть (лат. pars alaris) прикрепляется к заднему концу хряща крыла носа.

## Функция
Сжимает хрящевой отдел носа и таким образом суживает носовое отверстие.

Проекция мышц, левой и правой